# Entrena
Entrena je španělské město v autonomním společenství La Rioja. Nachází se ve výšce 559 m n. m. Žije zde přibližně 1 600 obyvatel. V roce 2006 zde žilo 1345 obyvatel.

## Dějiny
Oblast byla osídlena Římany a obcí procházela silnice mezi Zaragozou a Briviescou.
Alfons I. Asturský Katolický v polovině 8. století vesnici dobyl zpět od muslimů. Podle Zeměpisného slovníku, vydaného v Barceloně v roce 1830, byla Entrena založena tímto králem kolem roku 750, ale již v Kronice Alfonse III. je známo, že tyto vpády nepředpokládaly založení vesnic. Spočívaly v zabíjení muslimů, které našli, a shromažďování křesťanů, aby je vzali do hor.
V roce 1044 se Entrena objevuje pod románským jménem Antelena.
Od roku 1076 patřila Kastilii a jejímu králi Alfonsovi VI. Kastilskému.
V roce 1160 Sancho VI. Navarrský vesnici „znovu osídlil“.
Za vlády Štěpánky z Foix, vdovy po Garcíovi Sánchezovi III. Navarrskému, měla vesnice různé zvláštní výsady.